# Herrarnas bygelhäst i gymnastik vid olympiska sommarspelen 2004
Herrarnas bygelhäst i gymnastik vid olympiska sommarspelen 2004 avgjordes den 14 och 22 augusti i O.A.C.A. Olympic Indoor Hall.

## Medaljörer
| Gren                | Guld             | Silver                 | Brons                  |
| Herrarnas bygelhäst | Teng Haibin Kina | Marius Urzică Rumänien | Takehiro Kashima Japan |

## Resultat

### Final
| Placering | Gymnast                    | Start- värde | Ukraina | Bulgarien | Grekland | Sydkorea | Georgien | Frankrike | Straff | Totalt |
| --------- | -------------------------- | ------------ | ------- | --------- | -------- | -------- | -------- | --------- | ------ | ------ |
|           | Haibin Teng (CHN)          | 10.00        | 9.85    | 9.90      | 9.85     | 9.80     | 9.80     | 9.85      | —      | 9.837  |
|           | Marius Daniel Urzică (ROU) | 10.00        | 9.85    | 9.85      | 9.85     | 9.80     | 9.80     | 9.80      | —      | 9.825  |
|           | Takehiro Kashima (JPN)     | 10.00        | 9.80    | 9.75      | 9.75     | 9.80     | 9.80     | 9.80      | —      | 9.787  |
| 4         | Huang Xu (CHN)             | 10.00        | 9.80    | 9.75      | 9.75     | 9.80     | 9.80     | 9.75      | —      | 9.775  |
| 5         | Victor Cano (ESP)          | 10.00        | 9.80    | 9.80      | 9.80     | 9.70     | 9.65     | 9.75      | —      | 9.762  |
| 6         | Paul Hamm (USA)            | 10.00        | 9.75    | 9.75      | 9.75     | 9.65     | 9.70     | 9.75      | —      | 9.737  |
| 7         | Runar Alexandersson (ISL)  | 10.00        | 9.65    | 9.75      | 9.75     | 9.70     | 9.70     | 9.75      | —      | 9.725  |
| 8         | Hiroyuki Tomita (JPN)      | 9.80         | 9.00    | 9.05      | 9.10     | 9.10     | 9.10     | 9.00      | —      | 9.062  |